# Чека (Гвадалахара)
Чека (ісп. Checa) — муніципалітет в Іспанії, у складі автономної спільноти Кастилія-Ла-Манча, у провінції Гвадалахара. Населення — 341 особа (2010).
Муніципалітет розташований на відстані близько 160 км на схід від Мадрида, 120 км на схід від Гвадалахари.

## Демографія
Динаміка населення (INE ):

## Галерея зображень

Розташування муніципалітету у провінції Гвадалахара